# Камышевка (Белгородская область)
Камышевка — село в Прохоровском районе Белгородской области. Входит в состав Призначенского сельского поселения.

## География
Находится в северной части Белгородской области, в лесостепной зоне, в пределах юго-западного склона Среднерусской возвышенности, к северу от автодороги М2, на расстоянии примерно 10 км (по прямой) к востоку-северо-востоку от Прохоровки, административного центра района. Абсолютная высота — 238 м над уровнем моря.

## История
Хутор Камышевка, располагавшийся при урочище Гусек, был образован выходцами из слободы Бехтеевки около 1840 года. Название было получено от особенностей местности расположения, овраги вблизи хутора были заросшими камышом.
По архивным данным переписи десятой ревизии от 1857 года, в Камышевке проживало 128 крепостных «душ муж. пола».  В 1885 году «хутора Камышевка и Высокий» Корочанского уезда Ратьковской волости насчитывали 44 двора и 390 жителей, у каждого имелся земельный надел, 96 лошадей, 68 коров, овцы, свиньи.  К 1890 население увеличилось до 730 хуторян.
С 1910-1911 года была открыта земская школа, относившаяся сначала к Сагайдаченскому приходу, позже перешедшая в подчинение Гусек-Погореловскому приходу.
С приходом коллективизации, в 1926 году был организован ТОЗ – добровольное товарищество по совместной обработке земли, а в 1928 году создали колхоз  «Вперед». В колхозе работали конюшня, птицеферма, овчарня, ферма и мельница-ветряк. Организованная в колхозе  огородническая бригада посадила большой фруктовый сад, площадью порядка 10 га, сад просуществовал до 1980 года.
В 1930-х годах Существовало два хутора Камышовка 1 и Камышевка 2, оба относились к Гусек-Погореловскому сельсовету Прохоровского района.
В 1960 году Камышевка была переведена в статус села.

### Климат
Климат характеризуется как умеренно континентальный, с относительно мягкой зимой и тёплым продолжительным летом. Среднегодовая температура воздуха — 5,4 °C. Средняя температура воздуха самого холодного месяца (января) — −9,2 °C; самого тёплого месяца (июля) — 16,4 — 24,3 °C. Безморозный период длится в среднем 155—160 дней. Годовое количество атмосферных осадков — 527—595 мм, из которых большая часть выпадает в тёплый период.

### Часовой пояс
Село Камышевка как и вся Белгородская область, находится в часовой зоне МСК (московское время). Смещение применяемого времени относительно UTC составляет +3:00.

## Население
| 2002 | 2010 |
| ---- | ---- |
| 77   | ↘45  |

### Половой состав
По данным Всероссийской переписи населения 2010 года в гендерной структуре населения мужчины составляли 40 %, женщины — соответственно 60 %.

### Национальный состав
Согласно результатам переписи 2002 года, в национальной структуре населения русские составляли 92 %.